# Ronald dela Rosa
Ronald Marapon dela Rosa (sinh ngày 21 tháng 1 năm 1962), còn được gọi là Bato dela Rosa hoặc đơn giản là Bato (n.đ. 'Rock'), là một sĩ quan cảnh sát người Philippines. Ông hiện là Tổng giám đốc Cảnh sát Quốc gia Philippines, chức vụ ông đảm nhiệm từ ngày 1 tháng 7 năm 2016.

## Tiểu sử
Dela Rosa sinh ngày 21 tháng 1 năm 1962 tại Barangay Bato, Santa Cruz, Davao del Sur, con của Teodoro Diamaton dela Rosa, Sr và Anesia Cruspero Marapon Gia đình ông thuộc tầng lớp nghèo vì cha ông kiếm được bằng nghề lái xe  lam . Dela Rosa lúc trẻ đã làm nghề mang vác cá thuê ở chợ cá và lái xe buýt. Anh cũng đã làm các bài tập ở nhà của các bạn cùng lớp để đổi lấy bữa ăn trưa. Ông thường đi bộ 8 giờ mỗi ngày từ trường học đến nhà.
Dela Rosa đã học tại Trường Tiểu học Bato và Trường trung học quốc gia Sta. Cruz trước khi theo học Đại học Nhà nước Mindanao và có bằng Cử nhân Khoa học quản lý công. Năm 1982, anh tốt ngiệp trường này và nhập Học viện Quân sự Philippines (PMA) và tốt nghiệp năm 1986 trong lớp PMA Sinagtala. Sau đó, anh tốt nghiệp Thạc sĩ Quản trị Hành chính Công vào năm 1998 và tiến sĩ Trong quản lý phát triển năm 2006 của Đại học Đông Nam Phi ở thành phố Davao.
Dela Rosa đã hoàn thành Khóa Hướng dẫn Định Hướng Hướng Đạo, Cán bộ Cảnh Sát Tình Báo Cảnh Sát, Khóa Cán Sự Cảnh Sát Viên Cảnh Sát, và Khóa Cán Sự An Toàn Cảnh Sát. Ông cũng tham dự các khoá đào tạo của Học viện FBI và Trường Kiểm lâm Quân đội Hoa Kỳ tại Hoa Kỳ và Khóa huấn luyện viên Hướng đạo của Cảnh sát Liên bang Úc.
Dela Rosa có biệt danh là "Bato" trong thời gian giao nhiệm vụ ở Davao, khi những người trên lớp của ông so sánh cơ thể của mình với một tảng đá.